# Liste der Baudenkmäler in Krumbach (Schwaben)

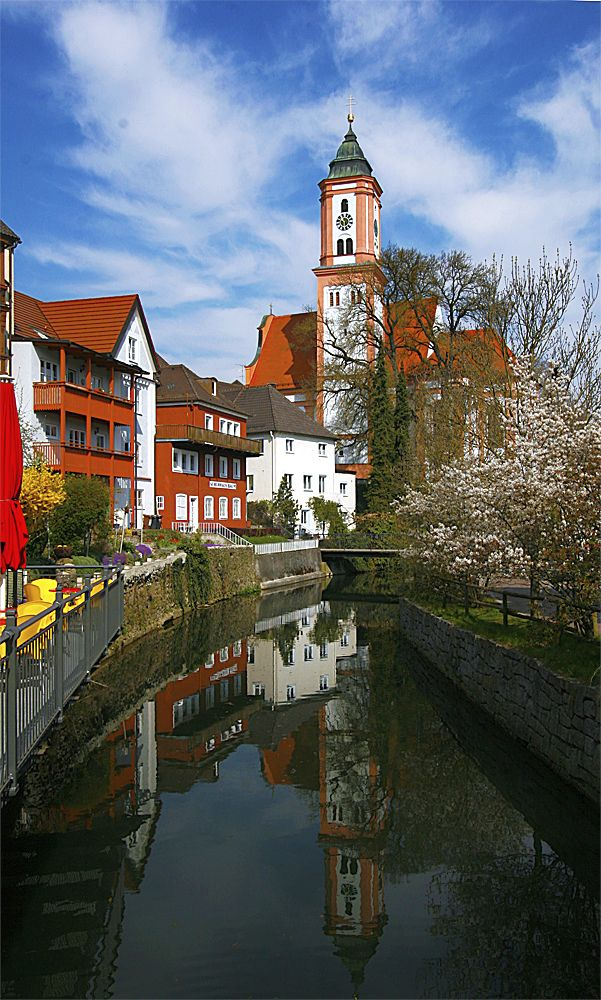
Partie an der Kammel in Krumbach

Auf dieser Seite sind die Baudenkmäler in der schwäbischen Stadt Krumbach (Schwaben) zusammengestellt. Diese Tabelle ist eine Teilliste der Liste der Baudenkmäler in Bayern. Grundlage ist die Bayerische Denkmalliste, die auf Basis des Bayerischen Denkmalschutzgesetzes vom 1. Oktober 1973 erstmals erstellt wurde und seither durch das Bayerische Landesamt für Denkmalpflege geführt wird. Die folgenden Angaben ersetzen nicht die rechtsverbindliche Auskunft der Denkmalschutzbehörde.

## Ensembles

### Ensemble Marktplatz

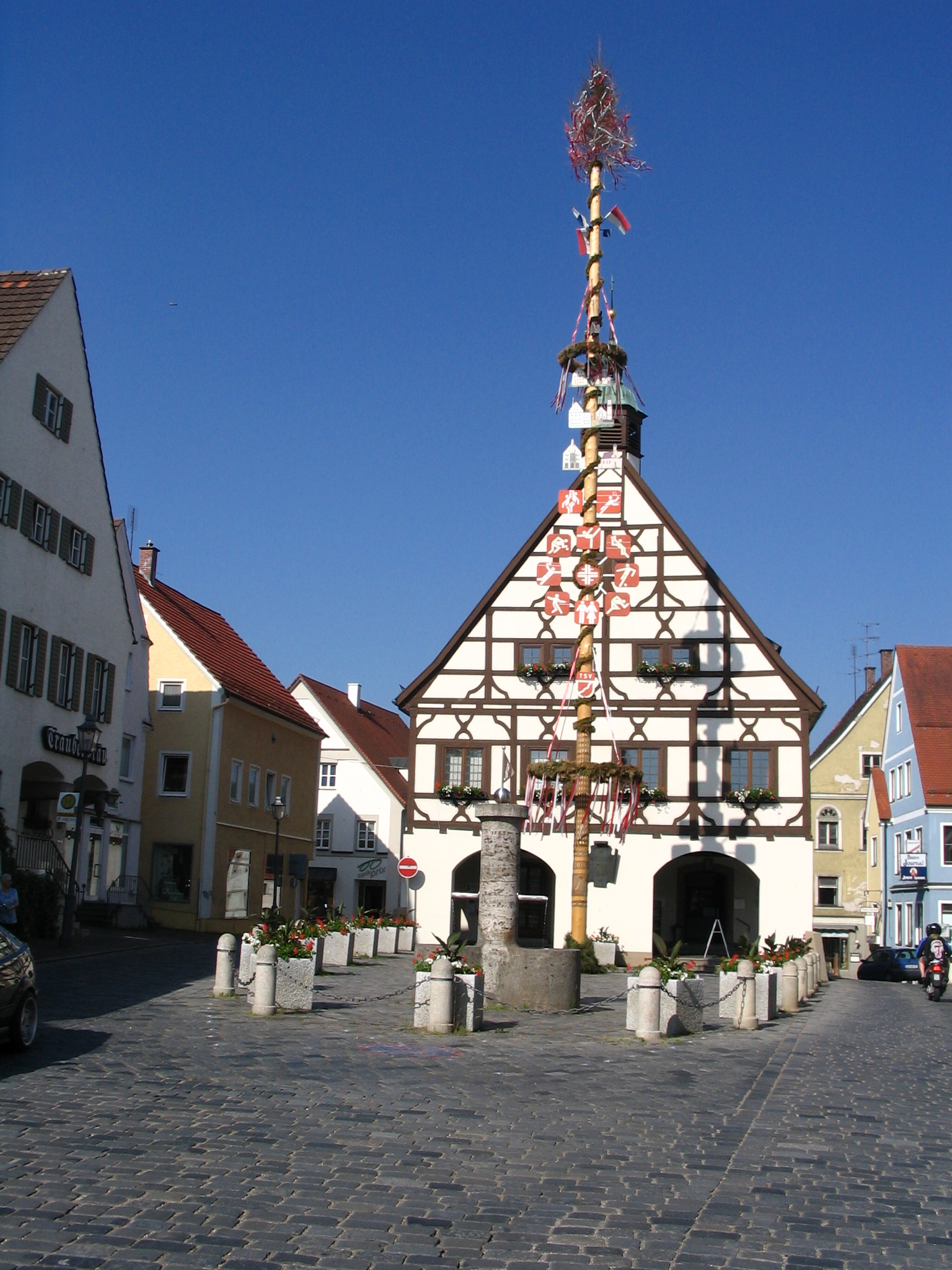

Das Ensemble umfasst den Marktplatz. Diese Platzanlage bildet den Kern des um 1380 als Markt bezeichneten Ortes. In der Mitte des abgeschlossenen Raumes erhebt sich das Rathaus von 1679 an höchster Stelle. Die Bürgerhäuser, meist frei stehende Giebelbauten, vermitteln ein auf barocker Grundlage gewachsenes Platzbild.
Aktennummer: E-7-74-150-2

### Ensemble Schloss Krumbach

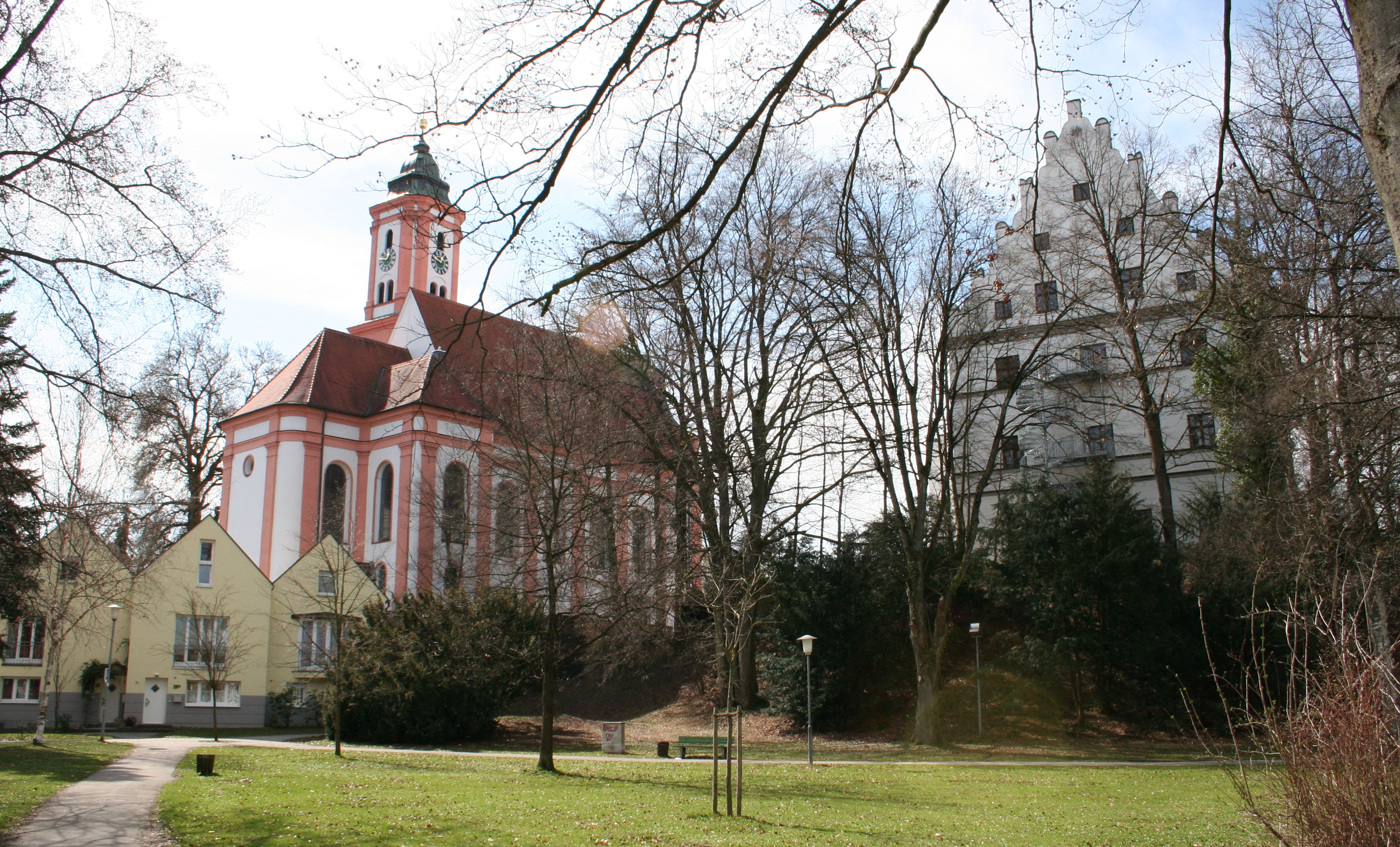

Das Ensemble umfasst den Schlossberg mit Schlossanger sowie die Pfarrkirche und das ehemalige Schulhaus.
Die unbebauten, baumbestandenen Abhänge im Osten und Norden gehören zum Ensemble. Begrenzt wird es durch die Wasserläufe von Krumbach und Kammel sowie durch die Bahnhofsstraße. Auf der Erhebung über dem Zusammenfluss des Krumbachs und der Kammel steht auf alter, 1125 genannter Burgstelle der Schlossbau des 16. Jahrhunderts, Amtssitz des zur Markgrafschaft Burgau gehörigen Marktes, im 19. Jahrhundert Amtsgericht mit Fronfeste. Der hohe zinnenbewehrte Giebelbau bestimmt mit der charakteristisch für die alten Herrschaftsverhältnisse dicht danebenstehenden Katholischen Pfarrkirche St. Michael und deren Turm weithin das Ortsbild.
Aktennummer: E-7-74-150-1

## Baudenkmäler nach Ortsteilen

### Krumbach
| Lage                                                                            | Objekt                                                       | Beschreibung | Akten-Nr.     | Bild                                              |
| ------------------------------------------------------------------------------- | ------------------------------------------------------------ | --- | ------------- | ------------------------------------------------- |
| Augsburger Straße 40 (Standort)                                                 | Gasthof Adlerbrauerei                                        | Giebelbau, z. T. Fachwerk, im Kern 16. Jahrhundert, Fassaden 18. Jahrhundert. Der Gasthof liegt an der schon immer verkehrsreichen Kreuzung – heute treffen sich hier die Bundesstraßen 16 und 300 – und bildete früher zusammen mit dem Landauer-Haus (→ Hürbener Straße 15) und dem Rixner-Haus (→ Hürbener Straße 32) den Ortsmittelpunkt des bis 1902 eigenständigen Dorfes Hürben. Der eigentliche Gasthof bildet mit den südlich gelegenen Nebengebäuden zusammen eine dreiflügelige Anlage. Den Westgiebel prägt ein kleines Ziertürmchen. Am Ostgiebel ist noch Fachwerk sichtbar. Der Grundriss zeigt noch originale Züge aus dem 16. Jahrhundert, die Ausstattung dagegen wurde im Laufe der Zeit vollständig ersetzt. Über den linken Fenstern des Obergeschosses schlug am Fronleichnamstag des Jahres 1800 – während der Zeit der Napoleonischen Kriege – eine französische Kanonenkugel ein, die heute noch an der Stelle zu sehen ist. | D-7-74-150-1  | Gasthof Adlerbrauerei                             |
| Babenhauser Straße 20 (Standort)                                                | Sternwirtschaft                                              | Stattlicher Giebelbau in Fachwerk, um 1700 | D-7-74-150-2  | Sternwirtschaft                                   |
| Babenhauser Straße 57 a, 59 (Standort)                                          | Katholische Friedhofskapelle St. Maria                       | 1734, Langhaus 1774; mit Ausstattung Leichenhaus, in klassizistischen Formen, 1881 | D-7-74-150-3  | weitere Bilder                                    |
| Bahnhofstraße 3 (Standort)                                                      | Hausfigur                                                    | Mater dolorosa, 1. Hälfte 18. Jahrhundert (jetzt im Innern des Hauses) | D-7-74-150-5  | BW                                                |
| Bahnhofstraße 4 (Standort)                                                      | Hausfigur                                                    | Hl. Johann von Nepomuk, 2. Viertel 18. Jahrhundert | D-7-74-150-75 | BW                                                |
| Bahnhofstraße 7 (Standort)                                                      | Wohn- und Geschäftshaus                                      | giebelseitig, um 1900 neubarock überformt, mit Elementen des Jugendstils | D-7-74-150-76 | Wohn- und Geschäftshaus                           |
| Brühlstraße 11 (Standort)                                                       | Wohnhaus                                                     | Satteldachbau, 1. Hälfte 19. Jahrhundert | D-7-74-150-23 | BW                                                |
| Burgauer Straße 24 (Standort)                                                   | Evangelisch-lutherische Kirche, sogenannte Lindlkirche       | Als Kirche einer Katholisch-apostolischen Gemeinde 1863 in Fachwerk und neugotischen Formen erbaut, mit Ausstattung. | D-7-74-150-77 | weitere Bilder                                    |
| Burgberg 1, 2 (Standort)                                                        | Schloss                                                      | dreigeschossig mit zinnenbesetzten Giebeln, 1530, Inneres um 1700 barockisiert, 1835–40 verändert und Anbau der Fronfeste, Ziegelbau mit Zeltdach über Zinnenkranz; mit historischer Ausstattung Vergleiche Ensemble Schloss Krumbach | D-7-74-150-6  | weitere Bilder                                    |
| Dr.-Schlögl-Straße 15 (Standort)                                                | Stadtsaal                                                    | zweigeschossiger verputzter langgestreckter Massivbau mit hohem Walmdach und architektonisch gegliedertem Sockelgeschoss, 1922/23 nach Plänen von Hermann Hilber, 1951 nach Osten verlängert, nach Plänen von Ulrich Gewinne | D-7-74-150-90 | BW                                                |
| Heinrich-Sinz-Straße 1 (Standort)                                               | Wohnhaus                                                     | mit Mansarddach, um 1800 | D-7-74-150-8  | Wohnhaus                                          |
| Heinrich-Sinz-Straße 4 (Standort)                                               | Gasthof                                                      | mit Mansarddach, Anfang 19. Jahrhundert | D-7-74-150-9  | Gasthof                                           |
| Heinrich-Sinz-Straße 5 (Standort)                                               | Ehemaliges jüdische Wohnhaus                                 | 1810, jetzt Teil des Mittelschwäbischen Heimatmuseums | D-7-74-150-10 | weitere Bilder                                    |
| Heinrich-Sinz-Straße 11 (Standort)                                              | Wohnhaus                                                     | mit Mansarddach, Anfang 19. Jahrhundert; ehemaliges Judenhaus | D-7-74-150-11 | Wohnhaus                                          |
| Heinrich-Sinz-Straße 14/16 (Standort)                                           | Doppelhaus                                                   | Satteldachbau, um 1800. Das stattliche ehemalige Judenhaus nahe der ehemaligen Synagoge weist klassizistische Architekturelemente auf, die, wie bei einigen anderen Judenhäusern Hürbens, an die von Joseph Dossenberger errichteten Häuser dieses Bautyps erinnern | D-7-74-150-12 | Doppelhaus                                        |
| Heinrich-Sinz-Straße 36 (Standort)                                              | Wohnhaus, sogenanntes Falknerhaus                            | mit Mansarddach, 1. Hälfte 19. Jahrhundert, um 1900 erweitert; ehemaliges Judenhaus | D-7-74-150-13 | BW                                                |
| Hürbener Straße 2 (Standort)                                                    | Doppelwohnhaus, ehemaliges Bauernhaus                        | Satteldachbau, 1. Hälfte 19. Jahrhundert | D-7-74-150-14 | Doppelwohnhaus, ehemaliges Bauernhaus             |
| Hürbener Straße 4 (Standort)                                                    | Wohnhaus                                                     | Satteldachbau, Mitte 19. Jahrhundert | D-7-74-150-15 | BW                                                |
| Hürbener Straße 15 (Standort)                                                   | Wohnhaus, sogenanntes Landauer-Haus                          | Satteldachbau, 1797, jetzt Trachtenforschungs- und -beratungsstelle des Bezirks Schwaben | D-7-74-150-16 | Wohnhaus, sogenanntes Landauer-Haus               |
| Hürbener Straße 32 (Standort)                                                   | Wohnhaus, sogenanntes Rixner-Haus                            | dreigeschossig mit Satteldach, 3. Viertel 19. Jahrhundert. Ehemaliges Judenhaus; Aufgrund der drei Geschosse und des steilen Satteldachs überragt das Haus die meisten Häuser Hürbens und ist damit eines der prägenden Häuser des ehemaligen Dorfkerns | D-7-74-150-17 | Wohnhaus, sogenanntes Rixner-Haus                 |
| Jochnerstraße 25 (Standort)                                                     | Evangelisch-lutherische Stadtpfarrkirche (Evangeliumskirche) | Saalbau mit eingezogenem Rechteckchor, 1929/30 nach Plänen von Otto Heydecker errichtet; mit Ausstattung | D-7-74-150-82 | BW                                                |
| Karl-Mantel-Straße 7, 9 (Standort)                                              | Wohnhaus                                                     | zwei im rechten Winkel stehende Flügel zu je sieben Achsen, Mitte 19. Jahrhundert | D-7-74-150-19 | Wohnhaus                                          |
| Karl-Mantel-Straße 12 (Standort)                                                | Ehemals herrschaftliches Freihaus, jetzt Wohnhaus            | Fachwerk von 1654, Fassade um 1870/80 massiv erneuert in klassizistischen Formen und bemalt. Vermutlicher Baumeister: Johann Martin Kraemer; Fassadenmalerei am Fenster der Mittelachse: vermutlich von Pius Fröschle, Motiv wohl vom Hürbener Wasserschloss übernommen; ist das östlichste Haus Krumbachs – östlich des Hauses beginnt Hürben. | D-7-74-150-20 | Ehemals herrschaftliches Freihaus, jetzt Wohnhaus |
| Karl-Mantel-Straße 24, 26 (Standort)                                            | Wohnhaus                                                     | Mansarddachbau, um 1800, stark erneuert | D-7-74-150-21 | Wohnhaus                                          |
| Karl-Mantel-Straße 34 (Standort)                                                | Wohnhaus                                                     | Satteldachbau, 1. Hälfte 19. Jahrhundert; ehemaliges Judenhaus | D-7-74-150-22 | Wohnhaus                                          |
| Karl-Mantel-Straße 38 (Standort)                                                | Bauernhaus                                                   | Wohnteil zweigeschossig, 18./19. Jahrhundert | D-7-74-150-24 | Bauernhaus                                        |
| Karl-Mantel-Straße 51 (Standort)                                                | Hürbener Wasserschloss                                       | dreigeschossig mit Strebepfeilern und hohem Satteldach, im Kern 1478, erneuert im 18. Jahrhundert, seit 1990 Beratungsstelle und Archiv für Volksmusik in Schwaben | D-7-74-150-25 | weitere Bilder                                    |
| Karl-Mantel-Straße 52 (Standort)                                                | Ehemaliges jüdisches Wohn- und Geschäftshaus                 | Satteldachbau, Mitte 19. Jahrhundert | D-7-74-150-26 | weitere Bilder                                    |
| Kirchenstraße ()                                                                | Keller mit Ziegeltonnen                                      | 13.(?) Jahrhundert bis nachmittelalterlich, mehrere Anlagen; vgl. auch Marktplatz. Dass man sowohl in der Kirchenstraße, als auch am Marktplatz und in der Nassauer Straße viele dieser als Lagerräume genutzten Keller finden konnte, ist ein Indiz für die Bedeutung, die Krumbach im Laufe der Zeit als Handelszentrum für landwirtschaftliche Produkte hatte. nicht nachqualifiziert, im Bayerischen Denkmal-Atlas nicht kartiert | D-7-74-150-30 |                                                   |
| Kirchenstraße 16 (Standort)                                                     | Ehemals Schule, jetzt Wohn- und Geschäftshaus                | Satteldachbau, Fachwerk, 1770; erstes Schulhaus in Krumbach | D-7-74-150-28 | Ehemals Schule, jetzt Wohn- und Geschäftshaus     |
| Kirchenstraße 18 (Standort)                                                     | Katholische Stadtpfarrkirche St. Michael                     | Saalbau mit eingezogenem Rechteckchor, 1751–53 von Johann Martin Kraemer; mit Ausstattung | D-7-74-150-29 | weitere Bilder                                    |
| Lindenweg ()                                                                    | Bildstock                                                    | Rundpfeiler, 17. Jahrhundert, mit erneuertem Oberteil nicht nachqualifiziert, im Bayerischen Denkmal-Atlas nicht kartiert | D-7-74-150-31 |                                                   |
| Löhle (Standort)                                                                | Jüdischer Friedhof                                           | Jüdischer Friedhof, von Mauern mit Stützpfeilern eingefriedet, um 1800 angelegt | D-7-74-150-4  | weitere Bilder                                    |
| Marktplatz ()                                                                   | Keller                                                       | 13.(?) Jahrhundert bis nachmittelalterlich, mehrere Anlagen im östlichen Bereich des Platzes; vgl. auch Kirchenstraße. Dass man sowohl in der Kirchenstraße, als auch am Marktplatz und in der Nassauer Straße viele dieser als Lagerräume genutzten Keller finden konnte, ist ein Indiz für die Bedeutung, die Krumbach im Laufe der Zeit als Handelszentrum für landwirtschaftliche Produkte hatte. nicht nachqualifiziert, im Bayerischen Denkmal-Atlas nicht kartiert | D-7-74-150-37 |                                                   |
| Marktplatz 1 (Standort)                                                         | Rathaus                                                      | Obergeschoss und Ostgiebel Fachwerk, Dachreiter, 1679 | D-7-74-150-33 | weitere Bilder                                    |
| Marktplatz 17 (Standort)                                                        | Ehemaliger Stadel                                            | mit zweifach vorkragendem Fachwerkgiebel, 17. Jahrhundert | D-7-74-150-35 | Ehemaliger Stadel                                 |
| Marktplatz 22 (Standort)                                                        | Ehemals Gasthof Kreuz                                        | dreigeschossig mit Satteldach, spätklassizistische Pilastergliederung, um Mitte 19. Jahrhundert | D-7-74-150-36 | Ehemals Gasthof Kreuz                             |
| Mindelheimer Straße ()                                                          | Bildstock                                                    | mit neugotischem Gehäuse, 2. Hälfte 19. Jahrhundert nicht nachqualifiziert, im Bayerischen Denkmal-Atlas nicht kartiert | D-7-74-150-38 |                                                   |
| Mühlstraße 13 b (Standort)                                                      | Mühlkapelle                                                  | 1830; mit Ausstattung. Die Mühlkapelle in Krumbach (lag an der Grenze zwischen Krumbach und Hürben auf Hürbener Seite) | D-7-74-150-18 | weitere Bilder                                    |
| Nassauer Straße ()                                                              | Steinkreuz                                                   | 16. Jahrhundert; beim Garten des Englischen Instituts nicht nachqualifiziert, im Bayerischen Denkmal-Atlas nicht kartiert | D-7-74-150-41 |                                                   |
| Nassauer Straße 1 (Standort)                                                    | Wohnhaus                                                     | giebelseitig mit Gurtgesimsen und Voluten, 1. Hälfte 18. Jahrhundert | D-7-74-150-39 | Wohnhaus                                          |
| Nassauer Straße 18, 20 (Standort)                                               | Doppelwohnhaus                                               | mit Satteldach, Mitte 19. Jahrhundert | D-7-74-150-40 | BW                                                |
| Raunauer Straße; ca. 100 m südlich der „Hammerschmiede“ (Raunauer Straße 50) () | Feldkapelle                                                  | 3. Viertel 18. Jahrhundert nicht nachqualifiziert, im Bayerischen Denkmal-Atlas nicht kartiert | D-7-74-150-44 |                                                   |
| Raunauer Straße 2 (Standort)                                                    | Ehemals Forsthaus                                            | zweigeschossiger, spätklassizistischer Satteldachbau mit Gesimsgliederung, Mitte 19. Jahrhundert | D-7-74-150-81 | Ehemals Forsthaus                                 |
| Raunauer Straße 24 (Standort)                                                   | Katholische Kirche St. Ulrich                                | im Kern spätgotisch 1438, Umbau und Barockisierung 1666 und 1725, Turm 1666; mit Ausstattung | D-7-74-150-42 | weitere Bilder                                    |
| Raunauer Straße 50 (Standort)                                                   | Hammerschmiede                                               | stattlicher Satteldachbau mit Profilgesimsen, 2. Hälfte 18. Jahrhundert; liegt heute am südlichen Ortsrand von Krumbach an der Kammel; bis 1950 Hammerschmiede; heute Nutzung der Wasserkraft zur Stromerzeugung | D-7-74-150-43 | BW                                                |
| Rittlen 5 (Standort)                                                            | Wohnhaus                                                     | Satteldachbau, vorspringender Stubenteil, Obergeschoss in Fachwerk, um 1700 | D-7-74-150-45 | Wohnhaus                                          |
| Rittlen 9, 10 (Standort)                                                        | Sogenanntes Ziegelhaus                                       | Doppelwohnhaus mit Satteldach, mit Fachwerk, 1712. Ungewöhnlich für die Zeit der Erbauung des Fachwerkhauses – frühes 18. Jahrhundert – ist die Ständerbauweise, die eigentlich im 14. und 15. Jahrhundert üblich war. An der Ostfassade steckt im Mauerwerk noch eine Kanonenkugel aus der Zeit der Napoleonischen Kriege. Im westlichen Teil des Gebäudes ist das Fachwerk verputzt. | D-7-74-150-46 | Sogenanntes Ziegelhaus                            |
| Robert-Steiger-Straße 110 (Standort)                                            | Sogenannte Steiger-Villa                                     | Ehemalige Direktionsvilla der Mechanischen Feinweberei Steiger & Deschler, stattlicher Walmdachbau mit barockisierenden Details, 1913/14 von Anton Horle | D-7-74-150-47 | Sogenannte Steiger-Villa                          |

### Attenhausen
| Lage                            | Objekt                                        | Beschreibung | Akten-Nr.     | Bild           |
| ------------------------------- | --------------------------------------------- | --- | ------------- | -------------- |
| Haselweg 1 (Standort)           | Pfarrhaus                                     | Der 1805 erbaute Walmdachbau wurde im klassizistischen Stil errichtet. Der historische Grundriss blieb im Zuge der Instandsetzungen zwar erhalten, von der ursprünglichen Ausstattung überdauerte jedoch nur ein Archivschrank | D-7-74-150-48 | BW             |
| Sankt-Otmar-Straße 4 (Standort) | Katholische Pfarrkirche St. Otmar und Juliana | 1759; mit Ausstattung | D-7-74-150-49 | weitere Bilder |

### Billenhausen
| Lage                      | Objekt                               | Beschreibung                                                                            | Akten-Nr.     | Bild           |
| ------------------------- | ------------------------------------ | --------------------------------------------------------------------------------------- | ------------- | -------------- |
| Hauptstraße 2 (Standort)  | Katholische Pfarrkirche St. Leonhard | gotische Anlage, Turm bezeichnet mit 1474, Erneuerung des Inneren 1781; mit Ausstattung | D-7-74-150-78 | weitere Bilder |
| Hauptstraße 10 (Standort) | Pfarrhaus                            | mit Mansarddach, 1773 von Joseph Dossenberger; mit Ausstattung                          | D-7-74-150-79 | Pfarrhaus      |

### Edenhausen
| Lage                        | Objekt                                            | Beschreibung          | Akten-Nr.     | Bild           |
| --------------------------- | ------------------------------------------------- | --------------------- | ------------- | -------------- |
| Haseltalstraße 8 (Standort) | Katholische Pfarrkirche St. Thomas von Canterbury | 1736; mit Ausstattung | D-7-74-150-51 | weitere Bilder |

### Hirschfelden
| Lage                      | Objekt            | Beschreibung          | Akten-Nr.     | Bild           |
| ------------------------- | ----------------- | --------------------- | ------------- | -------------- |
| Hirschfelden 2 (Standort) | Kapelle St. Maria | 1731; mit Ausstattung | D-7-74-150-52 | weitere Bilder |

### Hohenraunau
| Lage                     | Objekt            | Beschreibung          | Akten-Nr.     | Bild           |
| ------------------------ | ----------------- | --------------------- | ------------- | -------------- |
| Schloßberg 11 (Standort) | Kapelle Herz Jesu | 1706; mit Ausstattung | D-7-74-150-53 | weitere Bilder |

### Josephslust
| Lage                    | Objekt                                         | Beschreibung                          | Akten-Nr.     | Bild                                           |
| ----------------------- | ---------------------------------------------- | ------------------------------------- | ------------- | ---------------------------------------------- |
| Kellerweg 34 (Standort) | Josephslust, ehemals Wirtshaus, jetzt Wohnhaus | klassizistisch, mit Mansarddach, 1790 | D-7-74-150-58 | Josephslust, ehemals Wirtshaus, jetzt Wohnhaus |

### Krumbad
| Lage                                                 | Objekt                            | Beschreibung | Akten-Nr.     | Bild           |
| ---------------------------------------------------- | --------------------------------- | --- | ------------- | -------------- |
| Bischof-Sproll-Straße 1 (Standort)                   | Kapelle St. Felicitas             | 1722; mit Ausstattung; in die Kuranlagen integriert | D-7-74-150-55 | weitere Bilder |
| Bischof-Sproll-Straße 1 (Standort)                   | Ehemals Herrenbad oder Oberer Bau | Dreigeschossiger langgestreckter Trakt, im Kern 1717, mehrfach umgestaltet, mit Kapelle St. Felicitas; westlich anschließend ehemaliges Gasthaus, jetzt Verwaltung, im Kern 17. oder 18. Jahrhundert Weiter westlich sogenannte Adelheidsburg, 1906–07 im Burgenstil Verbindungsgang zwischen Verwaltung und Kurhaus, um 1910; mit Ausstattung Kurhaus, stattlicher Walmdachbau, 1812 an Stelle des Unteren Baus errichtet, Vorhalle, um 1910; mit Ausstattung Brunnenhaus, drei durch eine Terrasse verbundene Pavillons, um 1910 | D-7-74-150-55 | weitere Bilder |
| Lexenried (südlich des Krumbades im Wald) (Standort) | Lexenrieder Kapelle               | 1772; mit Ausstattung; südlich des Krumbades im Wald | D-7-74-150-57 | weitere Bilder |

### Niederraunau
| Lage                                                                        | Objekt                                                                                | Beschreibung | Akten-Nr.     | Bild                                                     |
| --------------------------------------------------------------------------- | ------------------------------------------------------------------------------------- | --- | ------------- | -------------------------------------------------------- |
| Allgäuer Straße 10, Commerzienrat-Schleifer-Platz 2 (Standort)              | Ehemals Rathaus, dann Bräuhaus zum Engel, jetzt Wohnhaus                              | Satteldachbau mit profiliertem Gurt- und Traufgesims, Ende 18. Jahrhundert gleichzeitiger Anbau Commerzienrat-Schleifer-Platz 2. Die im Laufe der Zeit verschiedenen Nutzungen des Gebäudes, die auch immer mit Umbauten einhergingen, zeigen sich auch an der Fassade des Gebäudes                                                              | D-7-74-150-62 | Ehemals Rathaus, dann Bräuhaus zum Engel, jetzt Wohnhaus |
| Allgäuer Straße 29 (Standort)                                               | Sogenanntes Altertum-Haus                                                             | Wohnhaus in Gestalt einer neugotischen Burg, mit Bogenfries, Giebelzinnen und Erkertürmchen, 1845. Der Bauherr des Hauses war ein Antiquitätenhändler. | D-7-74-150-64 | Sogenanntes Altertum-Haus                                |
| Friedhofstraße (Friedhof von Niederraunau am südlichen Ortsrand) (Standort) | Friedhofskapelle Sankt Georg                                                          | Saalbau mit eingezogenem Chor mit Dreiseitschluss und Blendbogengliederung, um 1500, Erweiterung nach Westen um 1700, Dachreiter mit steilem Satteldach, 1908; mit Ausstattung | D-7-74-150-70 | weitere Bilder                                           |
| Friedhofstraße (Friedhof von Niederraunau am südlichen Ortsrand) (Standort) | Friedhofsmauer                                                                        | im Wesentlichen wohl noch bauzeitlich um 1500 | D-7-74-150-70 | BW                                                       |
| Hürber Straße ()                                                            | Steinkreuz                                                                            | aus Sandstein mit konischen Armen, spätmittelalterlich | D-7-74-150-73 | Steinkreuz                                               |
| Krumbacher Straße (nordwestlich des Ortes) ()                               | Sogenannte Berlesbauer-Kapelle                                                        | flache Nischenstele mit Satteldach, Eckpilastern und Gesimsgliederung,1851; mit Ausstattung; 1851. Die in dem kleinen Bau stehende Figur des Geißelchristus aus dem zweiten Viertel des 18. Jahrhunderts stammt wohl aus dem Vorgängerbildstock, den der Stifter ersetzen ließ.                                                                  | D-7-74-150-72 | Sogenannte Berlesbauer-Kapelle                           |
| Pfarrgasse 4 (Standort)                                                     | Katholische Pfarrkirche St. Maria und Allerheiligen (jetzt: Heiligste Dreifaltigkeit) | 1627/28, Turmunterteil spätgotisch, Oberteil 1617; mit Ausstattung | D-7-74-150-59 | weitere Bilder                                           |
| Pfarrgasse 5 (Standort)                                                     | Pfarrstadel                                                                           | bezeichnet mit 1716. Das Gebäude ist ein zweitenniger Stadel mit Satteldach und barocker Stützenkonstruktion. Der Bau prägt zusammen mit dem Gebäude, das an der Stelle des ehemaligen Pfarrhofs steht, und der Pfarrkirche das Straßenbild. Da der Abbruch abgelehnt wurde, entstehen in dem ehemaligen Stadel ein großer Saal und Jugendräume. | D-7-74-150-60 | Pfarrstadel                                              |
| Raiffeisenstraße 3 (Standort)                                               | Wohnhaus                                                                              | Satteldachbau, um 1800. Bemerkenswert an dem stattlichen ehemaligen Bauernhaus ist das durchgehende, stark modellierte, bauzeitliche Zahnschnittfries. Der Stall, der an der straßenabgewandten Seite direkt an das Haus anschloss, wurde abgebrochen.                                                                                           | D-7-74-150-65 | BW                                                       |
| Raiffeisenstraße 25 (Standort)                                              | Ecce-Homo-Kapelle oder St. Leonhard                                                   | 1727/28, Erweiterung 1780; mit Ausstattung | D-7-74-150-71 | Ecce-Homo-Kapelle oder St. Leonhard                      |
| Schloßstraße 6, 6 a, 8 (Standort)                                           | Ehemals Schloss der Freiherren von Freyberg                                           | dreigeschossig mit vorgezogenem Mittelrisalit, hohem Walmdach und Zwerchgiebeln, 1733 Wirtschaftsbauten, 18. Jahrhundert | D-7-74-150-67 | weitere Bilder                                           |
| Untere Gasse 3 (Standort)                                                   | Bauernhaus                                                                            | Mitterstallbau, mit Fachwerkgiebel, 18. Jahrhundert | D-7-74-150-68 | Bauernhaus                                               |
| Untere Gasse 15 (Standort)                                                  | Bauernhaus                                                                            | Mittertennbau, spätklassizistisch, vor Mitte 19. Jahrhundert | D-7-74-150-69 | Bauernhaus                                               |

## Ehemalige Baudenkmäler
In diesem Abschnitt sind Objekte aufgeführt, die früher einmal in der Denkmalliste eingetragen waren, jetzt aber nicht mehr. Objekte, die in anderem Zusammenhang also z. B. als Teil eines Baudenkmals weiter eingetragen sind, sollen hier nicht aufgeführt werden. Aktennummern in diesem Abschnitt sind ehemalige, jetzt nicht mehr gültige Aktennummern.

| Lage                                        | Objekt              | Beschreibung                                                                                    | Akten-Nr.     | Bild                |
| ------------------------------------------- | ------------------- | ----------------------------------------------------------------------------------------------- | ------------- | ------------------- |
| Krumbach Marktplatz 13 (Standort)           | Gasthaus Kachelofen | Wohnhaus mit steilem Satteldach und geschweiftem Giebel, im Kern 18. Jahrhundert, 1845 erneuert | D-7-74-150-34 | Gasthaus Kachelofen |
| Krumbad ()                                  | Denkmal             | für Christoph von Zabuesnig, 1812                                                               | D-7-74-150-56 |                     |
| Krumbad ()                                  | Quellendenkmal      | in Form eines kleinen Tempiettos, 1911                                                          | D-7-74-150-80 |                     |
| Niederraunau Raiffeisenstraße 23 (Standort) | Wohnhaus            | mit Satteldach und Fachwerkgiebel, wohl Ende 18. Jahrhundert                                    |               | BW                  |

## Abgegangene Baudenkmäler
In diesem Abschnitt sind Objekte aufgeführt, die früher einmal in der Denkmalliste eingetragen waren, jetzt aber nicht mehr existieren, z. B. weil sie abgebrochen wurden. Aktennummern in diesem Abschnitt sind ehemalige, jetzt nicht mehr gültige Aktennummern.

| Lage                                     | Objekt               | Beschreibung                                                             | Akten-Nr. | Bild                 |
| ---------------------------------------- | -------------------- | ------------------------------------------------------------------------ | --------- | -------------------- |
| Krumbach Babenhauser Straße 4 (Standort) | Sogenanntes Herzhaus | Giebelhaus, späte Neurenaissance, um 1902; etwa im Jahr 2002 abgebrochen |           | Sogenanntes Herzhaus |